# Čigav si?
Čigav si? je partizanski roman Mileta Pavlina. Izšel je leta 1964 pri zavodu Borec v Ljubljani, ob dvajsetletnici ustanovitve varnostne službe nove Jugoslavije. Obsega 94 strani in 45.000 besed. Uvrščamo ga lahko med vohunske romane s partizansko tematiko. 

## Zgodba
Jakob Oven, bivši mornariški podčastnik, v času druge svetovne vojne beži iz italijanskega taborišča in na Primorskem išče partizane, saj bi rad postal eden izmed njih. Tam se sreča s starim prijateljem Jožetom, ki mu zaupa tajno nalogo obveščevalca in ga pošlje v belo gardo. Odide v Ljubljano, kjer se prijavi med belogardiste in obišče domače, ki ga imajo za izdajalca. Kot domobranec se izkaže, pridobi zaupanje nekaterih nadrejenih, povišajo ga na mesto v organizacijskem štabu, medtem pa vestno opravlja svoje delo obveščevalca in podatke posreduje zvezi – partizanki Vidi. Sreča Zlatko, ki jo je spoznal v Splitu, Zaljubljena sta drug v drugega, vendar se zveza med njima ne razvije, saj je dejstvo, da je Jakob domobranec, za Zlatko nepremostljiva ovira. Jakobova nova zveza postane partizan Vlado, ta mu sporoči, da ga je Tito povišal v podporočnika. Na njegovo željo ga premestijo v Stično, od koder partizanom poroča preko krčmarjeve hčere Micke. Informacije dobiva od majorja, s katerim se je spoprijateljil.  Partizani v bojih zdesetkajo domobrance. Jakoba pošljejo v Novo mesto, tu ga prime Gestapo in odvedejo ga v Ljubljano, od koder se opran suma vrne v Stično. Domobranski bataljon kmalu zatem beži proti Ljubljani, Jakob se skrivaj izmuzne in odide k partizanom. Za svoje delovanje prejme Partizansko zvezdo 3. stopnje in čin poročnika. Doma ga sedaj sprejmejo kot junaka, sprejme ga tudi Zlatka, to pa je za Jakoba največja nagrada.

## Kritike, polemike, literarna zgodovina
"V skrajnost je nagnjenost do dramatskega, zapletenega fabuliranja narekovala partizansko detektivko Čigav si (1964)." (Paternu 1967, 371)